# معالج موس تكنولوجي 6510
موس تكنولوجي 6510 هو معالج دقيق من تصميم شركة موس تكنولوجي المحدودة وهو نسخة معدلة من المعالج الناجح 6502.
أهم إضافة في هذا المعالج عن معالج 6502 هو منفذ الإدخال\الإخراج متعدد الاستخدامات بسعة 8-بت (كان الإصدار الأوسع انتشارا من 6510 به منفذ إدخال\إخراج سعة 6-بت فقط)، كما أن ناقل العناوين أصبح ثلاثي الحالة.
انتشر استخدام معالج 6510 في الحاسوب المنزلي كومودور-64 فقط (وبكمية أقل كثيرا في إس إكس-64 الإصدار المحمول من كومودور-64). تستخدم إبر المعالج الإضافية في كلا الجهازين كومودور-64 وإس إكس-64 في التحكم بخريطة الذاكرة، وتستخدم في سي-64 أيضا للتحكم في المحرك الكهربائي المستخدم في مسجل داتاسيت. كما كان يمكن عن طريق ادخال المتسلسلة الثنائية الصحيحة للمعالج في عنوان 01 كشف محتويات الـ64 كيلوبايت المكونة لذاكرة سي-64 بالكامل، بدون الكشف عن ذاكرة القراءة فقط أو أجهزة\مكونات الإدخال والإخراج.

## الأشكال المختلفة للمعالج
في عام 1985 أنتجت شركة موس 8500 وهو إصدار إتش موس من معالج 6510. فيما عدا اختلاف العملية المستخدمة في إتش موس فمعالج 8500 مطابق تقريبا لإصدار إن موس من معالج 6510. كان معالج 8500 قد صمم أساسا ليستخدم في سي-64-سي النسخة المحدثة من الحاسوب المنزلي سي-64، كان تواجد معالجات 8500 في إصدارات إن موس القديمة من سي64 محدودا عام 1985، ثم كان أول ظهور رسمي لها عام 1987 في لوحة أم تستخدم سلسلة شرائح 8500 إتش موس الجديدة.

توزيع الأسنان لأكثر أشكال معالج 6510 انتشارا

واستخدم الإصدار 7501\8501 من معالج 6510 في الحاسبات المنزلية سي-16 وسي-116 وبلس\4 من شركة كومودر، واستخدم الإصدار 8502 بقدرة 2 ميجاهيرتز في حاسب كومودور سي-128. وتستخدم كلا من وحدات المعالجة المركزية هذه أكوادا تتوافق مع الأوب كود (بما فيها الأكواد غير المسجلة) فيما عدا الإصدار 8502 حيث حدثت اختلافات في أكواد العمليات الغير مسجلة.
استخدم محرك الأقراص المرنة كومودور-1551 معالج 6510-تي إصدار من معالج 6510 يستخدم ثمانية خطوط إدخال\إخراج، لم تكن إشارات إن إم آي وآر دي واي متوفرة.

## وصلات خارجية
- MOS 6510 datasheet (GIF format, zipped)
- MOS 6510 datasheet (PDF format)
- MOS 6510 datasheet (Nov. 1982, PDF format)
- Marat Fayzullin's emulator page (includes downloadable source code for 6502)
- A web server using a MOS 6510 computer aka C64 unmodified نسخة محفوظة 28 يوليو 2018 على موقع واي باك مشين.